# Irina Liebmann
Irina Liebmann (* 23. Juli 1943 in Moskau) ist eine deutsche Schriftstellerin.

## Leben
Irina Liebmann wurde als Tochter des emigrierten deutschen Journalisten Rudolf Herrnstadt und seiner Frau Valentina, einer russischen Germanistin aus Sibirien, in Moskau geboren. 1945 kehrte die Familie nach Deutschland zurück und ließ sich in Ost-Berlin nieder, wo ihr Vater sich am Aufbau der Presse der Ostzone beteiligte, bis er 1953 wegen Kritik an der Politik der SED alle Ämter verlor und aus der Partei ausgeschlossen wurde.
Irina Liebmann besuchte Schulen in Berlin, Merseburg und Halle (Saale), die sie 1961 mit dem Abitur verließ. Anschließend studierte sie in Leipzig Sinologie; sie schloss ihr Studium 1966 mit dem Diplom ab. Von 1967 bis 1975 war sie Redakteurin bei der Zeitschrift Deutsche Außenpolitik; ab 1975 schrieb sie, nunmehr als freie Schriftstellerin, zuerst Reportagen für die Ost-Berliner Wochenpost, dabei unter anderem Porträts der Bewohner eines alten Mietshauses im Berliner Stadtteil Prenzlauer Berg. Diese erschienen später unter dem Titel Berliner Mietshaus (1982) als Buch und werden seitdem immer wieder aufgelegt.
Es folgten Hörspiele und Theaterstücke, von denen nur das Stück Quatschfresser aufgeführt wurde.
Auf dem X. Schriftstellerkongress der DDR im November 1987 leistete sie einen Diskussionsbeitrag, in dem sie für ein „Theater der Autoren“ eintrat, das sie mit anderen jungen Dramatikern der DDR aufbauen wollte. Es sollte ein Theater sein, in dem Autoren den Spielplan selber zusammenstellen und die in solchen offenen Debatten unter Kollegen ausgewählten Stücke auch bei einer Inszenierung kritisch begleiten dürfen, oder selbst inszenieren, wenn sie das wünschen. Ein solches Projekt war vom Schriftstellerverband der DDR erst unterstützt, dann aber fallengelassen worden. Das Theater in der DDR kritisierte sie als bürgerliche Einrichtung, die Zuschauer und ihr Leben kämen darin nicht vor.
Eine zunehmende Unzufriedenheit mit den Zuständen in der DDR führte 1988 dazu, dass sie mit ihrer Familie nach West-Berlin übersiedelte.
Beginnend mit dem Roman In Berlin (1994) entwickelte sie seitdem eine nicht fiktionale Prosa, die immer auch lyrisch und dramatisch ist und vor allem in der Gegend um den Hackeschen Markt spielt.
So werden in dem Buch In Berlin tiefe, seelische Eindrücke des Lebens im geteilten Berlin und eines Umzugs von Ost- nach Westberlin in Bildern der Stadt beschrieben. Es folgte der Roman Die freien Frauen (2004), und schließlich der Roman Die große Hamburger Straße (2020).
Diese drei Romane bilden eine über Jahre gewachsene Trilogie mit gleichem Spielort und gleichen Personen.
Die alte Mitte von Berlin erscheint hier in der jeweils veränderten Zeit, aber auch als Ort der Historie und als Lebensort der Autorin und ihrer Freunde. Der Roman Die große Hamburger Straße wurde im Jahr 2020 mit dem Uwe-Johnson-Literaturpreis ausgezeichnet.
Auch die meisten Poeme, Gedichte und Hörspiele Liebmanns sind in der alten Mitte Berlins angesiedelt.
Irina Liebmanns Interesse galt immer auch Reisebeschreibungen. Zu nennen sind hier Letzten Sommer in Deutschland (1. Aufl. 1997, dann 2005) und Drei Schritte nach Russland (2013).
Für die Lebensgeschichte ihres Vaters Wäre es schön, es wäre schön! Mein Vater Rudolf Herrnstadt (2008) wurde sie im Jahr 2008 mit dem Preis der Leipziger Buchmesse ausgezeichnet.
Seit 2014 ist sie Mitglied der Deutschen Akademie für Sprache und Dichtung.

## Auszeichnungen
- 1980: Hörspielpreis der DDR
- 1987: Ernst-Willner-Preis beim Ingeborg-Bachmann-Wettbewerb in Klagenfurt
- 1989: Aspekte-Literaturpreis
- 1990: Förderpreis zum Bremer Literaturpreis
- 1991: Stipendium der Stiftung Preußische Seehandlung
- 1995: Stipendium der Villa Aurora in Los Angeles
- 1996: Ehrengabe der Deutschen Schillergesellschaft
- 1998: Berliner Literaturpreis
- 1998/1999: Stipendium des Internationalen Künstlerhauses Villa Concordia in Bamberg
- 2001: Gastdozentin am Oberlin College im US-Bundesstaat Ohio
- 2008: Preis der Leipziger Buchmesse in der Kategorie Sachbuch/Essayistik für die Biografie ihres Vaters.[2]
- 2015: Preis 'Von Autoren für Autoren' beim Lübecker Literaturtreffen[3][4]
- 2020: Uwe-Johnson-Preis für Die Große Hamburger Straße[5]

## Werke
- Berliner Mietshaus. Dokumentarische Erzählungen. Mitteldeutscher Verlag, Halle/Saale/Leipzig 1982.
  - weitere Ausgaben: Frankfurter Verlagsanstalt, Frankfurt am Main 1990; Fischer Taschenbuch Verlag, Frankfurt am Main 1993, ISBN 3-596-11287-7; Berliner Taschenbuch Verlag, Berlin 2002, ISBN 3-354-00026-0.
- Ich bin ein komischer Vogel. Kinderbuch. Altberliner Verlag, Berlin 1988, ISBN 3-357-00264-7.
- Redebeitrag. X. Schriftstellerkongreß der DDR. Plenum, 24. November – 26. November 1987. Aufbau Verlag, Berlin/Weimar, 1988, ISBN 3-351-01255-1.
- Mitten im Krieg. Erzählungen. Frankfurter Verlagsanstalt, Frankfurt am Main 1989, ISBN 3-8333-0005-1.
  - weitere Ausgaben: Fischer Verlag, 1992; Berliner Taschenbuchverlag, 2006.
- Berliner Kindl. Stück. In: Theatertexte: Berg, Buhss, Knaup, Liebmann, Müller, Plenzdorf, Trolle, Walsdorf. Hg. von Peter Reichel. Henschelverlag, 1989.
- Quatschfresser. Theaterstücke. Frankfurter Verlagsanstalt, Frankfurt am Main 1990, ISBN 3-627-10077-8.
- Die sieben Fräulein. Kinderbuch. Altberliner Verlag, Berlin 1990.
- In Berlin. Roman. Kiepenheuer & Witsch, Köln 1994, ISBN 3-462-02337-3.
  - weitere Ausgaben: Berliner Taschenbuchverlag 2002 (u. 2005).
- Der Weg zum Bahnhof. Theaterstück. Henschel, Berlin/Heilbronn 1994.
- März, Berlin, in: Von Abraham bis Zwerenz. Eine Anthologie als Beitrag zur geistig-kulturellen Einheit in Deutschland. (zwei Bd.). Hg. vom Bundesministerium für Bildung, Wissenschaft, Forschung und Technologie. Cornelsen Verlag 1995.
- Wo Gras wuchs bis zu Tischen hoch. Gedichte mit Zeichnungen von Xago. Europäische Verlagsanstalt, Hamburg 1995.
- Die schöne Welt der Tiere. Gedichte mit Zeichnungen von Xago. I. Liebmann, Rothspalk 1995.
- Autofahrenlernen in L.A. Gedichte. Villa Aurora e. V. Berlin, ISBN 978-3-00-033055-1.
- Perwomajsk, Erster Mai und La la la L.A. Poem und Fotografien. I. Liebmann, Rothspalk 1996.
- Letzten Sommer in Deutschland, eine romantische Reise. Poem. Kiepenheuer & Witsch, Köln 1997, ISBN 3-462-02634-8.
  - weitere Ausgabe: Berlin Verlag 2005.
- Stille Mitte von Berlin. Essay und Fotografien. Nicolai, Berlin 2002, ISBN 3-87584-150-6.
  - weitere Ausgabe: Berlin Verlag, 2009.
- Die freien Frauen. Roman. Berlin Verlag, Berlin 2004, ISBN 3-8270-0347-4.
- Wäre es schön? Es wäre schön! Mein Vater Rudolf Herrnstadt. Berlin Verlag, Berlin 2008, ISBN 978-3-8270-0589-2.
  - auch als Ausgabe der Bundeszentrale für politische Bildung, Schriftenreihe (Bd. 719), Bonn 2009.
- Die schönste Wohnung hab ich schon, was soll denn jetzt noch werden? Gedichte. Transit Buchverlag, 2010, ISBN 978-3-88747-248-1.
- Georg Seidel: In seiner Freizeit las der Angeklagte Märchen. Hrsg. v. Irina Liebmann und Elisabeth Seidel. Kiepenheuer & Witsch, Köln 1992, ISBN 3-462-02177-X.
- Drei Schritte nach Russland. Erzählung. Berlin Verlag, Berlin 2013, ISBN 978-3-8270-1138-1.
- Das Lied vom Hackeschen Markt. Drei politische Poeme. Hanani Verlag, Berlin 2013, ISBN 978-3-944174-01-3.
- Die Große Hamburger Straße. Roman. Schöffling & Co., Frankfurt am Main 2020, ISBN 978-3-89561-258-9.
- »Du gehörst mir!«. 9. Kamenzer Rede in St. Annen, Kamenz 2022, ISBN 978-3-9823939-0-2.

## Filmografie
- 1980: Ein Haus in Berlin Prenzlauer-Berg

## Hörspiele
- 1978: Neun Berichte über Ronald, der seine Großmutter begraben wollte. Regie: Achim Scholz (Hörspiel – Rundfunk der DDR)
- 1979: Christina Regie: Werner Grunow (Hörspiel – Rundfunk der DDR)
- 1982: Ist denn nirgendwo was los? Regie: Christoph Schroth (Hörspiel – Rundfunk der DDR)
- 1982: Sie müssen jetzt gehen, Frau Mühsam. Regie: Barbara Plensat (Hörspiel – Rundfunk der DDR)
- 1988: Hast du die Nacht genutzt? Regie: Barbara Plensat (Hörspiel – Rundfunk der DDR)
- 1990: März, Berlin. (auch Sprecherin) – Regie: Jörg Jannings (Hörspiel – RIAS Berlin/NDR)
- 2014: Erzähl mir von Russland. Regie: Barbara Plensat (Hörspiel – RBB)